# Illuerunnerit (Nuuk)
Illuerunnerit [ˌiɬːuɜˈʁunːɜʁit] (nach alter Rechtschreibung Igdluerúnerit; dänisch Haabets Ø) ist eine wüst gefallene grönländische Siedlung im Distrikt Nuuk in der Kommuneqarfik Sermersooq.

## Lage
Illuerunnerit liegt an einer kleinen Bucht im Nordwesten einer unbenannten Insel 3 Kilometer nördlich von Kangeq und 17 km westlich von Nuuk.

## Geschichte
Hans Egede erreichte am 3. Juli 1721 erstmals Grönland und ging in Illuerunnerit vor Anker, wo er seine Kolonie errichtete. Da sein Schiff den Namen Haabet („Hoffnung“) trug, nannte er den Hafen Haabets Havn und die Insel und Kolonie Haabets Ø. Es wurde ein 25 × 8,5 Alen großes Wohnhaus aus Stein mit Torfverkleidung mit zwei Schornsteinen, 15 Gefachen, drei Zimmern und Dachboden errichtet, in dem Hans Egede mit seiner Familie und alle anderen Kolonisten wohnten. 1722 wurde ein steinernes Provianthaus mit einer Größe von 8,5 × 7,5 Alen errichtet und 1723 ein steinernes Packhaus, das 11 × 9,5 Alen maß. Dazu gab es eine Schmiede, einen Schuppen, eine Zimmererwerkstatt und einen Stall. Das Wohnhaus war für die vielen Bewohner zu klein und verfiel zudem schnell, sodass es bereits 1727 kaum noch bewohnbar war. Im Sommer 1728 wurde die Kolonie nach Nuuk versetzt und in Godthaab umbenannt. Illuerunnerit war anschließend nie wieder bewohnt.